# Alexandre Brière de Boismont

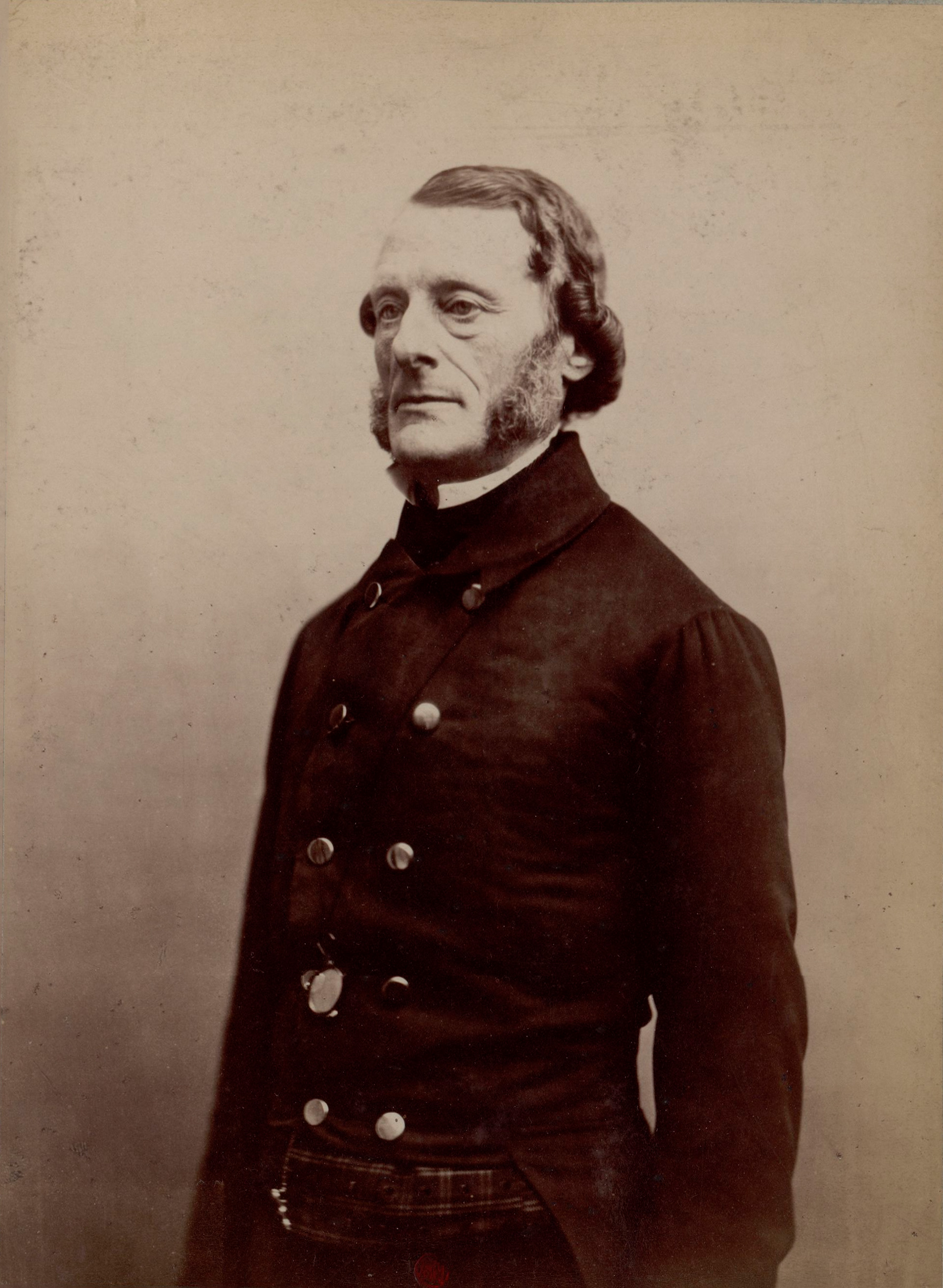
Alexandre Brière de Boismont

Alexandre Jacques François Brière de Boismont (* 18. Oktober 1797 in Rouen; † 25. Dezember 1881 in Saint-Mandé) war ein französischer Arzt und Psychiater.

## Leben
Brière de Boismont schloss sein Medizinstudium im August 1825 mit der Promotion ab und wurde anschließend Arzt an der Nervenheilanstalt von Sainte-Colombe und dem Hospital von Bonshommes. Während des polnischen Aufstandes von 1830/31 reiste er nach Polen, um Studien zur Cholera zu treiben. 1838 gründete er eine eigene, nahe dem Pariser Panthéon gelegene private Nervenheilanstalt, die er 1859 nach Saint-Mandé verlegte. 1840 bemühte er sich vergeblich um die Nachfolge Esquirols als Direktor der Anstalt Charenton-le-Pont.
Brière de Boismont war ein vielseitiger und produktiver Autor, der zur Hygiene, Gerichtsmedizin und Anatomie publizierte. Am bekanntesten wurden freilich seine psychiatrischen Schriften, etwa Des Hallucinations, ou Histoire raisonnée des apparitions, des visions, des songes, de l’extase, du magnétisme et du somnambulisme von 1845, seinerzeit ein Standardwerk zum Thema Halluzinationen oder das ebenso umfangreiche Du suicide et de la folie suicide (1856) über den Selbstmord. Er gehörte zu den Herausgebern der Annales médico-psychologique.

## Werke
- Traité élémentaire d’anatomie, Paris, Mme Auger Méquignon, 1827, VI-802 p.
- Observations médico-légales sur la monomanie homicide, Paris, Mme Auger Méquignon, 1827, 46 p.
- Médecine domestique, comprenant les premiers secours à administrer dans les maladies et accidents qui menacent promptement la vie, Paris, 1832, 108 p.
- Relation historique et médicale du choléra-morbus de Pologne, Paris, G. Baillière, 1832, XI-266 p.
- Des Premiers Secours à donner aux personnes atteintes du choléra-morbus et des moyens préservatifs, Paris, G. Baillière, 1832, 15 p.
- mit Gilbert Breschet: Traité d’anatomie humaine, Paris, 1833, 108 p.
- Traité d’hygiène, ou Précautions à prendre pour l’entretien de la santé, Paris, 1833, 108 p.
- De la Pellagre et de la folie pellagreuse, observations recueillies au Grand Hôpital de Milan. 2 édition. Mémoire lu à l’Académie des sciences dans sa séance du 30 novembre 1830, Paris, G. Baillière, 1834, 95 p.
- Manuel de médecine légale à l’usage des jurés, des avocats et des officiers de santé, Paris, G. Baillière, 1835, XVI-355 p.
- Mémoire pour l’établissement d’un hospice d’aliénés, Paris, imprimerie chez P. Renouard, 1836, 84 p.
- De la Menstruation considérée dans ses rapports physiologiques et pathologiques, Paris, G. Baillière, 1842, XVI-560 p.
- Des Hallucinations, ou Histoire raisonnée des apparitions, des visions, des songes, de l’extase, du magnétisme et du somnambulisme, Paris, G. Baillière, 1845, VIII-615 p.
- De l’ennui, taedium vitae, Paris, imprimerie de L. Martinet, 1850, 41 p.
- Du suicide et de la folie suicide, considérés dans leurs rapports avec la statistique, la médecine et la philosophie, Paris, Germer-Baillière, 1856, XVI-663 p.
- Études cliniques sur la paralysie générale, lues à la Société médico-psychologique, Paris, imprimerie de L. Martinet, 1859, 50 p.
- Programme pour la formation de plans d’un asile modèle destiné à la ville de Madrid, Paris, imprimerie L. Martinet, 1860, 34 p.
- De l’Hallucination historique, ou Étude médico-psychologique sur les voix et les révélations de Jeanne d’Arc, Paris, G. Baillière, 1861, 51 p.
- De la Responsabilité légale des aliénés, lu à l’Académie des sciences, dans sa séance du 3 août 1863, Paris, J.-B. Baillière et fils, 1863, 77 p.
- Responsabilité légale des médecins en Espagne. Procès en détention arbitraire de Dona Juana Sagreda. Rapport fait à la Société médico-psychologique par la commission nommée dans la séance du 30 mars 1863, pour examiner cette affaire, Paris, imprimerie de E. Martinet, 1864, 64 p.
- Appréciation médico-légale du régime actuel des aliénés en France, à l’occasion de la loi de 1838, Paris, imprimerie de E. Martinet, 1865, 48 p.
- De la folie raisonnante et de l’importance du délire des actes, pour le diagnostic et la médecine légale, Paris, J. B. Baillière & fils, 1867, 95 p.
- Esquisses de médecine mentale. Joseph Guislain, sa vie et ses écrits, Paris, G. Baillière, 1867, XXIV-160 p.